# Takeshi Kitano

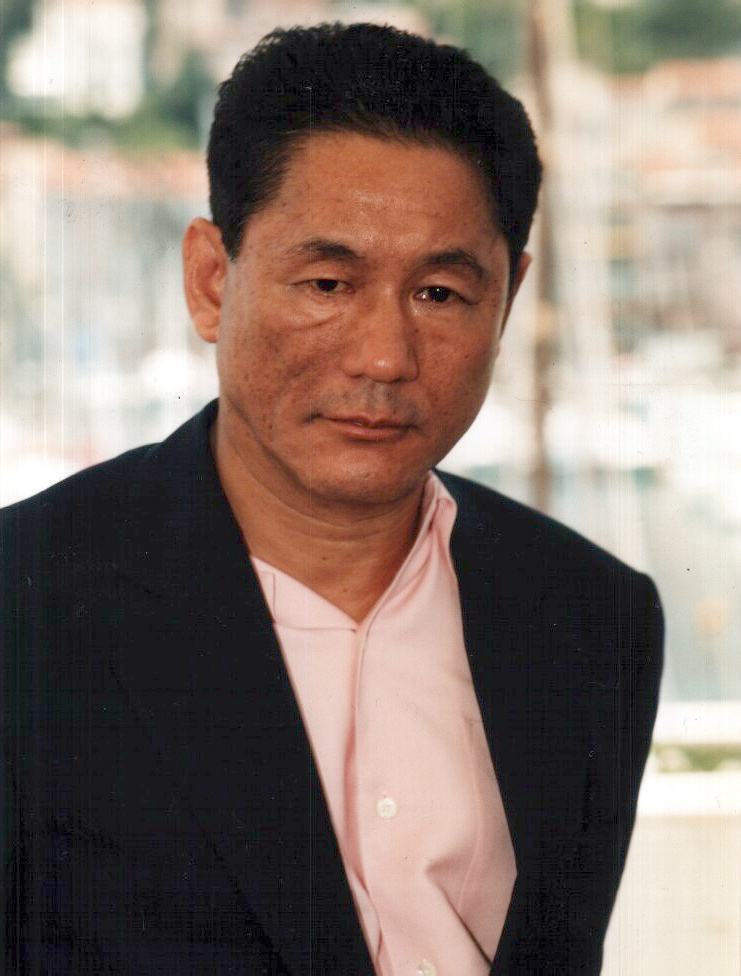
Kitano Takeshi in Cannes, 2000

Takeshi Kitano (jap. 北野 武 Kitano Takeshi; * 18. Januar 1947 in Adachi, Tokio) ist ein japanischer Regisseur, Schauspieler, Dichter, Autor, TV- und Radiomoderator, Maler und populärer Comedian. In Deutschland ist er vorrangig dank der Filme Hana-Bi, Battle Royale, Zatoichi – Der blinde Samurai, Kikujiros Sommer, aber auch der Gameshow Takeshi’s Castle bekannt geworden. Seit April 2005 ist er außerdem Dozent an der Tokyo National University of Fine Arts and Music. In Japan ist er auch unter dem Pseudonym Beat Takeshi bekannt.

## Leben

### Bis 1976, Comedian
Geboren wurde Kitano im Januar 1947 in Adachi, einem Arbeiterviertel am Stadtrand Tokios. Er war das vierte und jüngste Kind seiner Mutter Saki († 1999) und seines Vaters Kikujiro († 1979). Zusammen mit seinen Geschwistern – Shigekazu, Yasuko und Masaru – musste Kitano eine sehr unangenehme und harte Kindheit erfahren: Sein Vater – Anstreicher von Beruf – gab sein Geld meist für Alkohol und Glücksspiel aus, sodass die Familie in Armut lebte. Wenn sein Vater schlafen wollte, wurde der junge Takeshi wohl zum Lesen unter die Straßenlaterne geschickt, um die einzige Lichtquelle im Zimmer, eine Taschenlampe, zu schonen.
Seine Mutter Saki hingegen arbeitete hart und ermöglichte all ihren Kindern eine gute Ausbildung. Dank dieser schaffte es Kitano bis auf die Meiji-Universität, welche er aber bereits nach kurzer Zeit verließ. Zur selben Zeit rannte er von zu Hause weg.
Nach verschiedenen Gelegenheitsjobs, beispielsweise als Taxifahrer oder Kellner, begab er sich nach Asakusa. Im Striplokal France-za bot man Kitano, der von nun an Komiker werden wollte, einen Job als Fahrstuhljunge an. Später bekam er eine Ausbildung von seinem Meister Fukami Senzaburo. Nach einigen holprigen Auftritten lernte er den Komiker Kaneko Kiyoshi kennen. Zusammen bildeten sie das Komikerduo „The Two Beats“, woher auch Kitanos heutiger Künstlername Beat Takeshi stammt, Kitano spielte den traditionellen „Boke“, den Dummkopf (Manzai). Schon bald wurde das Duo bekannt, denn vor allem Kitanos aggressiver und sozialkritischer Humor fand Anklang bei der Jugend. Einer seiner bekanntesten Gags ist bis heute: „Akashingo, minna de watareba kowakunai“ („Wenn alle bei Rot über die Straße gehen, ist es ungefährlich“) und sein „Comaneci“, welchen er noch heute verwendet und der nach der rumänischen Turnerin Nadia Comăneci benannt ist. Als Kiyoshi der Humor von Kitano zu provokant wurde, trennte sich das Duo und dieser machte erfolgreich als Solokünstler weiter.

### Bis 1993
1976 lernte Kitano bei einem Gastauftritt in einer Fernsehshow die Komikerin Mikiko kennen. Die beiden heirateten im Jahr 1978.
Ab 1981 hatte Kitano vor allem Erfolg mit der Show „Ore-tachi hyokinzoku“ („Wir sind eine Komikerfamilie“), in der er zusammen mit seinem Kollegen Akashiya Sanma „Takechan Man“ spielte. Akashiya stellte jeweils die Gegner Takechan Mans dar, welche mit den Jahren wechselten. Im selben Jahr startete seine wöchentliche Radioshow „All night nippon“. Die Sendung baute Kitano auf ihm zugeschickten Postkarten des Publikums auf und schuf so eine verhältnismäßig enge, beinahe schon brüderliche Beziehung zu seiner Zuhörerschaft – die zum großen Teil aus Jugendlichen bestand – auf. Die Themen reichten von Familiengeschichten bis hin zu Tipps für das Masturbieren.
Am 31. März 1981 wurde Kitanos Sohn Atsushi geboren. Am 5. Oktober 1982 kam seine Tochter Shoko zur Welt.
Das schauspielerische Talent Takeshi Kitanos wurde von dem bis heute renommierten Filmemacher Nagisa Ōshima entdeckt.
1983 durfte Kitano in einer Nebenrolle den glatzköpfigen japanischen Sergeanten „Gengo Hara“ eines Kriegsgefangenenlagers im Film Furyo – Merry Christmas, Mr. Lawrence spielen. Für ihn ein positiv besetzter und pointiert sympathischer Auftritt, da er im Finale an Heiligabend betrunken und schmunzelnd als „Weihnachtsmann“ zwei Lagerinsassen ihre Strafen erlässt. Entsprechend fand Kitano Gefallen am Kino. Zwar folgten Fernsehfilme, in denen man einen ernsten Kitano in dramatischen Rollen erlebte, jedoch wurde diese Facette erst ab Ende der 1990er wirklich akzeptiert.
1986 war ein sehr ereignisreiches Jahr für Kitano. Die Zeitschrift „Friday“ publizierte ein Foto von ihm und einer jungen Frau und behauptete, sie sei seine Geliebte. Daraufhin überfielen Kitano und seine Anhänger, die Takeshi Gundan, die Redaktion der Zeitung. Kitano wurde verhaftet. Ihm drohten sechs Monate Haft, letztlich kam er jedoch mit einer Geldstrafe davon. Daraufhin nahm er eine monatelange Pause vom Fernsehen und damit von der Öffentlichkeit, nachdem ihn dieser Skandal beinahe seine Ehe gekostet hätte, da Kitano schon des Öfteren mit jungen Damen gesehen worden war. Tatsächlich sind Kitano und Mikiko bis heute verheiratet.
1989 sollte Kitano die Hauptrolle in einem Film von Kinji Fukasaku übernehmen. Da Kitano aber nicht Fukasakus Terminplan einhalten konnte, trennte sich Letzterer von dem Projekt und Kitano drehte seinen ersten Film Violent Cop bzw. Sono otoko, kyobo ni tsuki (Vorsicht, dieser Mann ist gefährlich). Einer der nächsten Filme Kitanos, die ebenso blutige wie poetische Gangsterballade Sonatine, wurde 1993 bei den Filmfestspielen von Cannes in der Reihe „Un Certain Regard“ gezeigt. Doch auch wenn die internationale Presse ihm sehr positiv gegenüberstand, blieben Kitanos Filme außerhalb Japans wenig erfolgreich.

„In Japan dagegen hat Kitano das ‚Problem‘, unter dem Namen Beat Takeshi ein absoluter Mediensuperstar zu sein, an dessen Arbeit man Erwartungen knüpfte, die mit seinen Filmen, zumindest auf den ersten Blick, kaum etwas zu tun hatten. Viele glaubten, seine Regieambition sei bloß eine weitere von vielen Takeshi-Grillen, ein nicht unbedingt ernst zu nehmendes Steinchen im Mosaik seines Gesamtwerks.“

### Karriere nach seinem Motorrollerunfall 1994
Kurz nach dem Ende der Dreharbeiten seines Filmes Minna Yatteruka – Getting any, am 2. August 1994 hatte Kitano einen schweren Unfall. Im Bezirk Shinjuku nahm Kitano mit seinem Motorroller eine Rechtskurve zu hart, prallte gegen einen Pfeiler und flog vier Meter weit, ehe er auf den Asphalt prallte. Dabei erlitt er eine schwere Kopfverletzung.
Nach zwei Tagen im Koma wachte Kitano auf, ohne sich an den Unfall erinnern zu können. Tatsächlich konnte nie geklärt werden, ob es sich um einen Unfall oder um einen Suizidversuch handelte, welchen Kitano vor dem Unfall auch in Erwägung zog. Nach langer Rehabilitation, während der er auch seine Bilder malte, die später in den Filmen Hana-Bi und Kikujiros Sommer zu sehen sein sollten, trat Kitano wieder im TV auf. Die Integration in die Fernsehwelt lief problemlos ab, obwohl Kitano seit dem Unfall in der rechten, mit einer großen Narbe gekennzeichneten Gesichtshälfte gelähmt ist. Zudem kann man bisweilen ein minimales unwillkürliches Zucken der einen Gesichtshälfte bemerken.
Nach einer Umfrage des Magazins „Spa!“ aus dem Jahr 1995 war Beat Takeshi der beliebteste Mann Japans, bei der alljährlichen Publikumsbefragung des Fernsehsenders NHK wurde er zwischen 1990 und 1995 sechs Mal in Folge zum Fernsehstar des Jahres gewählt.
1996 drehte er den Film Kids Return, der auch in Cannes gezeigt wurde und auf eine ausgezeichnete Kritik stieß. Trotzdem blieben seine Filme außerhalb Asiens kommerziell nur mäßig erfolgreich.
Unter dem Titel ここがヘンだよ日本人 Koko ga hen da yo, nihonjin (Das hat keinen Sinn, liebe Japaner) wurde eine Fernsehshow Kitanos seit 1998 bekannt. Dabei sprachen klassische Gaijin wie Christoph Neumann über Seltsamkeiten und abstruse Verhaltensweisen der Japaner und der Japanischen Kultur.

### Erfolg als Filmemacher
Erst 1997 kam der Durchbruch außerhalb Japans. Sein Film Hana-Bi gewann bei den Internationalen Filmfestspielen von Venedig 1997 den Goldenen Löwen. Von einem Tag auf den anderen war Kitano nun auch außerhalb Japans ein großer Filmstar.
1999 folgte der Film Kikujiro no natsu (Kikujiros Sommer), der in Cannes als Favorit galt, jedoch leer ausging. Der Film ist trotz des Titels keine direkte Hommage an Kitanos Vater Kikujiro; er weist keine Elemente auf, die an seinen Vater erinnern. Allerdings räumte Kitano ein, dass er seinem Vater damit Respekt zolle, „anstatt sein Grab zu besuchen“.
Im Jahr 2000 wurde eine englischsprachige Dokumentation über das Leben und das Werk von Kitano unter dem Titel Scenes by the Sea: Takeshi Kitano veröffentlicht. Zwei Jahre zuvor, im Jahr 1998, war bereits ein französischsprachiges Porträt unter dem Titel L’imprevisible („Der Unvorhersehbare“) erschienen, gedreht von Jean-Pierre Limousin.
2000 drehte Kitano seinen ersten Film im Ausland und nahm selbst die Hauptrolle ein. Der zweisprachige, wieder blutigere Film Brother spielt in Los Angeles und behandelt auch die Thematik der Kulturunterschiede und die daraus resultierenden Missverständnisse. Danach folgte der Film Dolls, ein farbenfroher und prächtiger Episodenfilm, in dem er alle Klischees der letzten Filme abarbeitet.
2003 folgte mit Zatoichi ein großer kommerzieller Erfolg in Japan. In Venedig gewann Kitano mit dem Film den Silbernen Löwen. Zatoichi ist ursprünglich eine Serie von Filmen, die von 1962 bis 1989 lief. Kitano griff damit seit dem Tod des Zatoichi-Darstellers Shintaro Katsu als erster das Sujet wieder auf in ironisierender Form.
2004 bekleidete er die Hauptrolle in dem bitteren Drama Blood & Bones (Chi to hone) von Yoichi Sai. Für die sehr physische Darstellung eines patriarchalen Scheusals gab es von der Kritik überwiegend Lob.
Mit einem zunehmenden Maß an Selbstreferentialität lieferte er mit den folgenden Komödien die surrealistischen Fußnoten zu seinem Gesamtwerk nach und ließ mit einem „Ultra Variety Movie“ die Weltöffentlichkeit an einem künstlerischen Neuorientierungsprozess von unbestimmtem Ausgang teilhaben:
Im Jahr 2005 lief sein Film Takeshi’s bei den Filmfestspielen in Venedig. Dort fand er aber nur mäßigen Anklang. Im Rahmen des Filmfests München 2006 wurde er in Deutschland präsentiert.
Sein Film Glory to the Filmmaker! (Kantoku! Banzai!) wurde als erster Film mit dem neuen Glory to the Filmmaker!-Preis der Internationalen Filmfestspiele von Venedig 2007 ausgezeichnet. Ein Jahr später
2008 erhielt Kitano für Achilles to kame (Achilles und die Schildkröte) eine Einladung in den Wettbewerb der 65. Filmfestspiele von Venedig 2008. In Deutschland wurde der Film 2009 zum Filmfest München erstmals gezeigt.
Für die Filmfestspiele von Cannes erstellte er eine Episode von Chacun son cinéma.
Im März 2010 wurde Kitano in Frankreich zum Commandeur des Arts et Lettres ernannt. Sein Film Outrage erhielt im selben Jahr eine Einladung in den Wettbewerb der 63. Filmfestspiele von Cannes.
Takeshi löste im Mai 2012 eine Kontroverse aus, als er im Fernsehen bezüglich Barack Obamas Forderung der Öffnung der Ehe für gleichgeschlechtliche Paare verlautbaren ließ, dies würde am Ende zur Legalisierung von zoophilen Ehen führen. Nachdem Bürgerrechtler Takeshi Homophobie vorwarfen, führte dieser an, missverstanden worden zu sein, entschuldigte sich aber nicht. Im selben Jahr erhielt er für seinen Spielfilm Outrage Beyond seine siebte Einladung in den Wettbewerb der Filmfestspiele von Venedig.
Sein Samurai-Film Kubi (首) über den Honnōji-Zwischenfall wird bei den Internationalen Filmfestspielen von Cannes 2023 uraufgeführt.

## Werke
Markenzeichen seiner Arbeit sind der Einsatz kontrastierender Genre-Elemente, eine lakonisch agierende Hauptfigur, sein Sinn für Absurdität, gepaart mit echtem Mitgefühl, die Verletzung narrativer Muster (insbesondere durch elliptische Auslassung) und die Enttäuschung von Erwartungen, visuell die vorherrschende Statik und eine unkonventionelle Fotografie bzw. überraschende Montage bei insgesamt „ruhiger“ Inszenierung. Das Starren in die Kamera gemahnt an den Kuleschow-Effekt. Bei Kitano explodiert die Gewalt darum regelrecht. Der Humor in den frühen Filmen basiert auf Wiederholung und Übertreibung und dem Kontrast, von seiner Präsenz als Schauspieler ist dies kaum zu trennen. Die Filme werden von repetitiver, oft elektronischer, oft romantischer Musik bestimmt (die Zusammenarbeit mit Joe Hisaishi beendete er 2003). Seit 1990 führt Katsumi Yanagishima bei ihm die Kamera.
War Goldener-Löwe-Gewinner Hana-Bi eine fatalistische Meditation über Trauer und Verzweiflung, scheint im späteren Werk (wieder) Verspieltheit, Selbstironie oder Slapstick in den Vordergrund zu treten. Nach Zatoichi kann man alle Regelmäßigkeiten in Kitanos Kino als aufgehoben betrachten.

### Filmografie
Regisseur
- 1989: Violent Cop (Sono otoko, kyōbō ni tsuki)
- 1990: Boiling Point (3-4x jūgatsu)
- 1991: Das Meer war ruhig (Ano natsu, ichiban shizukana umi.)
- 1993: Sonatine
- 1995: Getting Any? (Minnā-yatteruka!)
- 1996: Kids Return
- 1997: Hana-Bi
- 1999: Kikujiros Sommer (Kikujiro no natsu)
- 2000: Brother
- 2002: Dolls
- 2003: Zatoichi – Der blinde Samurai (Zatōichi)
- 2005: Takeshis’
- 2007: Kantoku! Banzai! (Glory to the Filmmaker)
- 2008: Achilles und die Schildkröte (Achilles to Kame)
- 2010: Outrage (Autoreiji)
- 2012: Outrage Beyond (Autoreiji: Biyondo)
- 2015: Ryūzō and the Seven Henchmen (Ryūzō to Shichinin no Kobuntachi)
- 2017: Outrage Coda (Autoreiji: sai shūshō)
- 2023: Kubi
- 2025: Broken Rage – Gebrochene Wut (Broken Rage)

Darsteller (Auswahl)
- 1981: Danpu Wataridori
- 1982: Suttukari… Sono ki de
- 1983: Furyo – Merry Christmas, Mr. Lawrence (Merry Christmas, Mr. Lawrence)
- 1985: Kanashii kibun de joke
- 1985: Yasha
- 1986: Komikku-zasshi ga nanka iranai
- 1988: Anego
- 1990: Hoshi o tsugumono
- 1992: Erotikku na kankei
- 1993: Geburt eines Sektenpriesters (Kyōso tanjō)
- 1995: Vernetzt – Johnny Mnemonic (Johnny Mnemonic)
- 1995: Gonin
- 1997: Hana-Bi
- 1998: Tokyo Eyes
- 1999: Gohatto
- 2000: Brother
- 2000: Battle Royale (Batoru rowaiaru)
- 2003: Battle Royale II: Requiem (Batoru rowaiaru II: Chinkonka)
- 2003: Zatoichi – Der blinde Samurai (Zatōichi)
- 2004: Izo
- 2004: Blood & Bones (Chi to hone)
- 2010: Outrage (Autoreiji)
- 2012: Outrage Beyond (Autoreiji: Biyondo)
- 2015: Ryūzō and the Seven Henchmen (Ryūzō to Shichinin no Kobuntachi)
- 2017: Ghost in the Shell
- 2017: Outrage Coda (Autoreiji: sai shūshō)
- 2023: Kubi
- 2025: Broken Rage – Gebrochene Wut (Broken Rage)

### Schriften
- Takeshi Kitano: Warum ich Frauen trotzdem mag. Angkor Verlag 2004. ISBN 3-936018-18-9 (Aus dem Japan. von Sabine Mangold und Matthias Adler).
- Takeshi Kitano: Die Welt hasst mich. Angkor Verlag 2006. ISBN 3-936018-39-1. Aus dem Japan. von Sabine Mangold.
- Takeshi Kitano: Boy. Vertical 2007. ISBN 978-1-932234-35-0 (englisch)
- Takeshi Kitano: A Guru Is Born. Vertical 2012. ISBN 978-1-934287-31-6 (englisch)
- Takeshi Kitano: Asakusa Kid. Le Serpent à Plumes 2001. ISBN 978-2-84261-279-5 (französisch)

### Videospiele
takeshis challenge
- Yakuza 6 (Ryu ga Gotoku 6)

## Dokumentarfilme
- Yves Montmayeur: Takeshi Kitano – Japans unangepasster Star, Fernsehdokumentation, Frankreich, 2019.[12]
- Louis Heaton: Scenes by the Sea: Takeshi Kitano, Fernsehdokumentation, Vereinigtes Königreich, 2000.
- Jean-Pierre Limousin: Takeshi Kitano – L’imprevisible, Fernsehdokumentation, Frankreich, 1998.